# Ilsea
Ilsea é um gênero de traça pertencente à família Arctiidae.